# A Budapest Honvéd FC 2022–2023-as szezonja
A Budapest Honvéd FC a 2022–2023-as szezonban az NB1-ben indult, miután a 2021–2022-es NB1-es szezonban kilencedik helyen zárta a bajnokságot.
A MOL Magyar Kupa főtáblájára a 3. körben csatlakoztak be, ahol a másodosztályú Dorog ellen jutottak tovább 0–2-vel. A következő körben a szintén NB2-es Haladást győzték le 1–2-re. A legjobb 16 között az elsőosztályú Vasas ellen játszottak és estek 2–0 után.
A bajnokságot kieső, 11. helyen zárták 8 győzelemmel, 9 döntetlennel, 16 vereséggel és 33 szerzett ponttal.

## Változások a csapat keretében
A félkövérrel jelölt játékosok felnőtt válogatottsággal rendelkeznek.

### Érkezők
| Dátum               | Név                  | Nemzet    | Poszt       | Kor | Honnan              | Szerződés megnevezése    | Átigazolási időszak | Szerződés vége | Átigazolás összege | Forrás |
| ------------------- | -------------------- | --------- | ----------- | --- | ------------------- | ------------------------ | ------------------- | -------------- | ------------------ | ------ |
| 2022. június 13.    | Christian Gomis      | szenegáli | középpályás | 23  | Lokomotiv Plovdiv   | átigazolás               | 2022. évi nyári     | 2025           | ingyen             | [ 4 ]  |
| 2022. június 14.    | Albi Doka            | albán     | hátvéd      | 24  | HNK Gorica          | kölcsön után végleg      | 2022. évi nyári     | Nem publikus   | 300.000 €          | [ 5 ]  |
| 2022. június 17.    | Makszim Plakuscsenko | izraeli   | középpályás | 26  | MK Makkabi Haifa    | átigazolás               | 2022. évi nyári     | 2024           | ingyen             | [ 6 ]  |
| 2022. június 30.    | Nikola Mitrović      | szerb     | középpályás | 35  | Újpest FC           | átigazolás               | 2022. évi nyári     | 2023           | ingyen             | [ 7 ]  |
| 2022. július 8.     | Herdi Prenga         | albán     | hátvéd      | 27  | Kisvárda FC         | átigazolás               | 2022. évi nyári     | 2024           | ingyen             | [ 8 ]  |
| 2022. július 19.    | Richlord Ennin       | kanadai   | csatár      | 23  | FK Spartaks Jūrmala | kölcsön, vételi opcióval | 2022. évi nyári     | 2023           | –                  | [ 9 ]  |
| 2022. július 28.    | Lazar Ćirković       | szerb     | hátvéd      | 29  | Kisvárda FC         | átigazolás               | 2022. évi nyári     | 2024           | ingyen             | [ 10 ] |
| 2022. augusztus 29. | Jairo Samperio       | spanyol   | csatár      | 29  | Málaga CF           | átigazolás               | 2022. évi nyári     | Nem publikus   | ingyen             | [ 11 ] |
| 2022. szeptember 1. | Brandon Dominguès    | francia   | középpályás | 22  | ES Troyes AC        | átigazolás               | 2022. évi nyári     | 2024           | ingyen             | [ 12 ] |
| 2022. szeptember 2. | Luka Capan           | horvát    | hátvéd      | 27  | Bursaspor           | átigazolás               | 2022. évi nyári     | 2023           | ingyen             | [ 13 ] |

### Kölcsönből visszatérők
| Dátum              | Név                  | Nemzet | Poszt       | Kor | Honnan               | Átigazolási időszak | Szerződés vége | Forrás |
| ------------------ | -------------------- | ------ | ----------- | --- | -------------------- | ------------------- | -------------- | ------ |
| 2022. július 1.    | Horváth András       | magyar | kapus       | 34  | Budafoki MTE         | 2022. évi nyári     | Nem publikus   |        |
| 2022. július 1.    | Horváth Milán        | magyar | hátvéd      | 20  | BFC Siófok           | 2022. évi nyári     | Nem publikus   |        |
| 2022. július 1.    | Bocskay Bertalan     | magyar | középpályás | 20  | Topolyai SC          | 2022. évi nyári     | 2023           |        |
| 2022. július 1.    | László Dávid         | magyar | csatár      | 20  | Budafoki MTE         | 2022. évi nyári     | Nem publikus   |        |
| 2022. július 1.    | Tóth-Gábor Kristóf   | magyar | csatár      | 20  | Szombathelyi Haladás | 2022. évi nyári     | 2023           |        |
| 2022. július 1.    | Kocsis Dominik       | magyar | csatár      | 19  | Diósgyőri VTK        | 2022. évi nyári     | Nem publikus   |        |
| 2022. december 31. | Horváth Milán        | magyar | hátvéd      | 20  | Mezőkövesd Zsóry FC  | 2023. évi téli      | Nem publikus   |        |
| 2023. január 3.    | Benczenleitner Barna | magyar | hátvéd      | 19  | Győri ETO FC         | 2023. évi téli      | Nem publikus   | [ 14 ] |

### Utánpótlásból felkerültek
| Név                  | Nemzet | Poszt       | Kor | Szerződés vége |
| -------------------- | ------ | ----------- | --- | -------------- |
| Szabó Tibor          | magyar | hátvéd      | 17  | Nem publikus   |
| Szabó Alex           | magyar | hátvéd      | 20  | Nem publikus   |
| Benczenleitner Barna | magyar | hátvéd      | 19  | 2024           |
| Eördögh András       | magyar | középpályás | 20  | Nem publikus   |
| Keresztes Noel       | magyar | középpályás | 17  | 2024           |
| Maksym Pukhtieiev    | ukrán  | csatár      | 19  | Nem publikus   |

### Távozók
| Dátum               | Név                    | Nemzet    | Poszt       | Kor | Hova                 | Szerződés megnevezése      | Átigazolási időszak | Szerződés vége | Átigazolás összege | Forrás |
| ------------------- | ---------------------- | --------- | ----------- | --- | -------------------- | -------------------------- | ------------------- | -------------- | ------------------ | ------ |
| 2022. május 26.     | Balogh Norbert         | magyar    | csatár      | 26  | FC DAC 1904          | kölcsön után végleg        | 2022. évi nyári     | 2025           | Nem publikus       | [ 15 ] |
| 2022. június 7.     | Májer Milán            | magyar    | csatár      | 23  | Zalaegerszegi TE FC  | lejárt a szerződése        | 2022. évi nyári     | 2024           | ingyen             | [ 16 ] |
| 2022. június 13.    | Artur Crăciun          | moldáv    | hátvéd      | 24  | Hapoel Kfar Saba     | lejárt a szerződése        | 2022. évi nyári     | Nem publikus   | ingyen             | [ 17 ] |
| 2022. június 13.    | Bőle Lukács            | magyar    | középpályás | 32  | Paksi FC             | lejárt a szerződése        | 2022. évi nyári     | 2024           | ingyen             | [ 17 ] |
| 2022. június 13.    | Dusan Pantelic         | szerb     | középpályás | 29  | FK Tuzla City        | lejárt a szerződése        | 2022. évi nyári     | Nem publikus   | ingyen             | [ 17 ] |
| 2022. június 13.    | Mohammed Kadiri        | ghánai    | középpályás | 26  | FK Dinamo Kijiv      | kölcsönből vissza          | 2022. évi nyári     | 2023           | –                  | [ 17 ] |
| 2022. június 13.    | Zinédine Machach       | francia   | középpályás | 26  | SSC Napoli           | kölcsönből vissza          | 2022. évi nyári     | 2023           | –                  | [ 17 ] |
| 2022. június 13.    | Dejan Dražić           | szerb     | csatár      | 26  | ŠK Slovan Bratislava | kölcsönből vissza          | 2022. évi nyári     | 2022           | –                  | [ 17 ] |
| 2022. június 16.    | Nagy Gergő             | magyar    | középpályás | 29  | Mezőkövesd Zsóry FC  | lejárt a szerződése        | 2022. évi nyári     | Nem publikus   | ingyen             | [ 18 ] |
| 2022. június 21.    | Baráth Botond          | magyar    | hátvéd      | 30  | Vasas FC             | lejárt a szerződése        | 2022. évi nyári     | 2025           | ingyen             | [ 19 ] |
| 2022. június 22.    | Horváth András         | magyar    | kapus       | 34  | Budafoki MTE         | lejárt a szerződése        | 2022. évi nyári     | Nem publikus   | ingyen             | [ 20 ] |
| 2022. június 22.    | Berla Attila           | magyar    | kapus       | 23  | klub nélküli         | lejárt a szerződése        | 2022. évi nyári     | –              | –                  | [ 21 ] |
| 2022. június 22.    | Irimiás Gergő          | magyar    | középpályás | 20  | Dunaújváros PASE     | lejárt a szerződése        | 2022. évi nyári     | Nem publikus   | ingyen             | [ 21 ] |
| 2022. július 1.     | Thierry Gale           | barbadosi | csatár      | 20  | SZK Dila Gori        | átigazolás                 | 2022. évi nyári     | 2024           | Nem publikus       | [ 22 ] |
| 2022. július 4.     | Tóth-Gábor Kristóf     | magyar    | csatár      | 20  | Pécsi Mecsek FC      | szerződésbontás            | 2022. évi nyári     | Nem publikus   | ingyen             | [ 23 ] |
| 2022. július 5.     | Hidi Patrik            | magyar    | középpályás | 31  | Vasas FC             | átigazolás                 | 2022. évi nyári     | 2025           | Nem publikus       | [ 24 ] |
| 2022. július 6.     | Banó-Szabó Bence       | magyar    | középpályás | 22  | Kecskeméti TE        | átigazolás                 | 2022. évi nyári     | Nem publikus   | Nem publikus       | [ 25 ] |
| 2022. július 13.    | Horváth Milán          | magyar    | hátvéd      | 20  | Mezőkövesd Zsóry FC  | kölcsönbe, vételi opcióval | 2022. évi nyári     | 2023           | –                  | [ 26 ] |
| 2022. július 28.    | Batik Bence            | magyar    | hátvéd      | 28  | Puskás Akadémia FC   | átigazolás                 | 2022. évi nyári     | 2025           | Nem publikus       | [ 27 ] |
| 2022. július 30.    | László Dávid           | magyar    | csatár      | 20  | Szentlőrinc SE       | kölcsön                    | 2022. évi nyári     | 2023           | –                  | [ 28 ] |
| 2022. augusztus 4.  | Olekszandr Petruszenko | ukrán     | középpályás | 24  | NK Istra 1961        | átigazolás                 | 2022. évi nyári     | 2024           | ingyen             | [ 29 ] |
| 2022. augusztus 10. | Benczenleitner Barna   | magyar    | hátvéd      | 18  | Győri ETO FC         | kölcsön                    | 2022. évi nyári     | 2023           | –                  | [ 30 ] |
| 2023. január 2.     | Nagy Dominik           | magyar    | csatár      | 27  | Mezőkövesd Zsóry FC  | lejárt a szerződése        | 2023. évi téli      | 2024           | ingyen             | [ 31 ] |
| 2023. január 3.     | Boubacar Traore        | mali      | csatár      | 23  | US Monastir          | szerződésbontás            | 2023. évi téli      | 2025           | ingyen             | [ 32 ] |
| 2023. január 17.    | Maksym Pukhtieiev      | ukrán     | csatár      | 19  | Mosonmagyaróvári TE  | kölcsön                    | 2023. évi téli      | 2023           | –                  | [ 33 ] |
| 2023. január 24.    | Horváth Milán          | magyar    | hátvéd      | 20  | BFC Siófok           | kölcsön                    | 2023. évi téli      | 2023           | –                  | [ 34 ] |
| 2023. május 10.     | Nikola Mitrović        | szerb     | középpályás | 36  | klub nélküli         | szerződésbontás            | 2023. évi téli      | –              | –                  | [ 35 ] |

### Új szerződések
| Dátum            | Név             | Nemzet | Poszt       | Kor | Szerződés hossza | Szerződés vége | Forrás |
| ---------------- | --------------- | ------ | ----------- | --- | ---------------- | -------------- | ------ |
| 2022. június 14. | Zsótér Donát    | magyar | középpályás | 26  | +1 év            | 2023.06.30.    | [ 5 ]  |
| 2022. június 14. | Boubacar Traore | mali   | csatár      | 22  | +1 év            | 2023.06.30.    | [ 5 ]  |
| 2022. június 14. | Tamás Krisztián | magyar | hátvéd      | 27  | +1 év            | 2023.06.30.    | [ 5 ]  |
| 2022. június 17. | Tomáš Tujvel    | magyar | kapus       | 38  | +1 év            | 2023.06.30.    | [ 36 ] |
| 2022. június 17. | Ivan Lovrić     | horvát | hátvéd      | 36  | +1 év            | 2023.06.30.    | [ 36 ] |

## Játékoskeret
Utolsó módosítás: 2023. június 11.
A vastaggal jelzett játékosok felnőtt válogatottsággal rendelkeznek.
A dőlttel jelzett játékosok kölcsönben szerepelnek a klubnál.
*A második csapatban is pályára lépő játékos.
Az érték oszlopban szereplő , , és = jelek azt mutatják, hogy a Transfermarkt legutóbbi adatfrissítése előtti állapothoz képest mennyit  nőtt, csökkent a játékos értéke, vagy ha nem változott, akkor azt az = jel mutatja.
| Mezszám                | Név                   | Nemzetiség         | Születési hely    | Születési idő (kor)            | Korábbi csapat           | Érték (€)          | Szerződés lejárta |
| Kapusok                | Kapusok               | Kapusok            | Kapusok           | Kapusok                        | Kapusok                  | Kapusok            | Kapusok           |
| ---------------------- | --------------------- | ------------------ | ----------------- | ------------------------------ | ------------------------ | ------------------ | ----------------- |
| 20                     | Szappanos Péter       | magyar             | Jászberény        | 1990. november 14. (34 éves)   | Mezőkövesd Zsóry FC      | 500 000 ( 50 000)  | 2024.06.30.       |
| 83                     | Tomáš Tujvel          | magyar · Szlovákia | Nyitra            | 1983. szeptember 19. (41 éves) | Fehérvár FC              | 50 000 (=)         | 2023.06.30.       |
| 98                     | Dúzs Gellért*         | magyar             | Kerepestarcsa     | 2002. február 24. (23 éves)    | Utánpótlásból került fel | 150 000 ( 100 000) | 2024.06.30.       |
| Védők                  |                       |                    |                   |                                |                          |                    |                   |
| 4                      | Lukas Klemenz*        | lengyel            | Neu-Ulm           | 1995. szeptember 24. (29 éves) | Wisła Kraków SA          | 200 000 (=)        | 2023.06.30.       |
| 17                     | Albi Doka             | ALB                | Tirana            | 1997. június 26. (27 éves)     | HNK Gorica               | 275 000 ( 75 000)  | 2025.06.30.       |
| 22                     | Tamás Krisztián       | magyar             | Budapest          | 1995. április 18. (29 éves)    | Fehérvár FC              | 300 000 ( 50 000)  | 2023.06.30.       |
| 23                     | Herdi Prenga          | ALB · CRO          | Zára              | 1994. augusztus 31. (30 éves)  | Kisvárda FC              | 400 000 ( 100 000) | 2024.06.30.       |
| 25                     | Ivan Lovrić           | CRO · magyar       | Split             | 1985. július 11. (39 éves)     | Kecskeméti TE            | 50 000 (=)         | 2023.06.30.       |
| 30                     | Luka Capan            | CRO                | Zágráb            | 1995. április 6. (29 éves)     | Bursaspor                | 200 000 ( 50 000)  | 2023.06.30.       |
| 31                     | Lazar Ćirković        | SRB                | Niš               | 1992. augusztus 22. (32 éves)  | Kisvárda FC              | 200 000 ( 50 000)  | 2024.06.30.       |
| 91                     | Szabó Alex*           | magyar             | Jászberény        | 2002. május 15. (22 éves)      | Utánpótlásból került fel | 225 000 ( 75 000)  | 2024.06.30.       |
| 97                     | Benczenleitner Barna* | magyar             | Budapest          | 2003. szeptember 16. (21 éves) | Győri ETO FC             | 150 000 ( 25 000)  | 2024.06.30.       |
| 98                     | Szabó Tibor*          | magyar             | Jászberény        | 2005. április 3. (19 éves)     | Utánpótlásból került fel | 50 000 (=)         | 2024.06.30.       |
| Középpályások          |                       |                    |                   |                                |                          |                    |                   |
| 9                      | Makszim Plakuscsenko  | izrael · UKR       | Vinnicja          | 1996. január 4. (29 éves)      | MK Makkabi Haifa         | 200 000 ( 75 000)  | 2024.06.30.       |
| 11                     | Zsótér Donát          | magyar             | Szeged            | 1996. január 6. (29 éves)      | Újpest FC                | 250 000 ( 50 000)  | 2023.06.30.       |
| 37                     | Bocskay Bertalan*     | magyar             | Budapest          | 2002. március 2. (23 éves)     | Utánpótlásból került fel | 250 000 (=)        | 2024.06.30.       |
| 78                     | Christian Gomis       | Szenegál · francia | Dakar             | 1998. július 25. (26 éves)     | PFK Lokomotiv Plovdiv    | 300 000 (=)        | 2025.06.30.       |
| 93                     | Keresztes Noel*       | magyar             | Pécs              | 2004. szeptember 16. (20 éves) | Utánpótlásból került fel | 150 000 ( 75 000)  | 2024.06.30.       |
| 99                     | Brandon Dominguès     | francia · portugál | Grenoble          | 2000. június 6. (24 éves)      | ES Troyes AC             | 350 000 ( 150 000) | 2024.06.30.       |
| Támadók                |                       |                    |                   |                                |                          |                    |                   |
| 21                     | Richlord Ennin        | CAN · CMR          | Toronto           | 1998. szeptember 17. (26 éves) | FK Spartaks Jūrmala      | 150 000 ( 150 000) | 2023.06.30.       |
| 27                     | Nenad Lukić           | SRB                | Szávaszentdemeter | 1992. szeptember 2. (32 éves)  | Topolyai SC              | 800 000 ( 200 000) | 2023.06.30.       |
| 28                     | Viðar Ari Jónsson     | ISL                | Reykjavík         | 1994. március 10. (31 éves)    | Sandefjord Fotball       | 150 000 ( 100 000) | 2023.06.30.       |
| 29                     | Jairo Samperio        | spanyol            | Cabezón de la Sal | 1993. július 11. (31 éves)     | Málaga CF                | 300 000 ( 200 000) | 2023.06.30.       |
| 84                     | Kerezsi Zalán*        | magyar             | Nyíregyháza       | 2003. július 17. (21 éves)     | Utánpótlásból került fel | 275 000 ( 100 000) | 2024.06.30.       |
| 85                     | Eördögh András*       | magyar             | Budapest          | 2002. március 9. (23 éves)     | Utánpótlásból került fel | 200 000 ( 75 000)  | 2024.06.30.       |
| 92                     | Kocsis Dominik*       | magyar             | Nagykanizsa       | 2002. augusztus 1. (22 éves)   | Utánpótlásból került fel | 300 000 ( 100 000) | 2024.12.31.       |
| Kölcsönadott játékosok |                       |                    |                   |                                |                          |                    |                   |
| Név                    | Poszt                 | Nemzetiség         | Születési hely    | Születési idő (kor)            | Kölcsönben itt           | Érték (€)          | Kölcsön lejárta   |
| Horváth Milán          | védő                  | magyar             | Kistarcsa         | 2002. január 30. (23 éves)     | BFC Siófok               | 75 000 (=)         | 2023.06.30.       |
| László Dávid           | támadó                | magyar             | Székesfehérvár    | 2002. április 25. (22 éves)    | Szentlőrinc SE           | 100 000 ( 50 000)  | 2023.06.30.       |
| Maksym Pukhtieiev      | támadó                | UKR                | Harkiv            | 2004. február 2. (21 éves)     | Mosonmagyaróvári TE      | 10 000 (=)         | 2023.06.30.       |

## Vezetőség és szakmai stáb
Utolsó módosítás: 2023. március 1.
| Vezetőség                            | Vezetőség              | Honvéd                 | Honvéd               | Honvéd II.           | Honvéd II.      |
| ------------------------------------ | ---------------------- | ---------------------- | -------------------- | -------------------- | --------------- |
| Tulajdonos                           | Bozó Zoltán            | Vezetőedző             | Dean Klafuric        | Vezetőedző           | Simon Miklós    |
| Tulajdonos                           | Mendelényi Dániel      | Segédedző              | Ramon Tribulietx     | MFA szakmai igazgató | Simon Miklós    |
| Sportigazgató                        | Chris Docherty         | Segédedző              | Marko Djordjevic     | Segédedző            | Kemény Kristóf  |
| Tanácsadó                            | Ivan Kepcija           | Kapusedző              | Vlada Avramov        | Masszőr              | Hollósi Norbert |
| Ügyvezető                            |                        | Asszisztens kapusedző  | Szentpéteri Viktor   | Technikai vezető     | Sánta Attila    |
| Cégvezető                            | Gács Pál               | Videoelemző            | Sinkó Balázs         |                      |                 |
| Gazdasági igazgató                   | Takács Mária           | Sporttudományos vezető | Alex Segovia Vilchez |                      |                 |
| Kommunikációs- és marketing igazgató | Azurák Csaba           | Fizioterapeuta         | Lajtaváry Buda       |                      |                 |
| Jogi és koordinációs igazgató        | Varga-Szilágyi Szandra | Masszőr                | Fodor Dániel         |                      |                 |
|                                      |                        | Gyógytornász           | Hajdu Attila         |                      |                 |

## OTP Bank Liga
| Hely. | Csapat               | M  | Gy | D  | V  | G+ | G– | Gk  | P  | Továbbjutás vagy kiesés                       |
| ----- | -------------------- | -- | -- | -- | -- | -- | -- | --- | -- | --------------------------------------------- |
| 1.    | Ferencváros B        | 33 | 19 | 6  | 8  | 62 | 33 | +29 | 63 | UEFA Bajnokok Ligája, 1. selejtezőkör         |
| 2.    | Kecskemét Ú          | 33 | 15 | 12 | 6  | 48 | 32 | +16 | 57 | UEFA Európa Konferencia Liga, 2. selejtezőkör |
| 3.    | Debrecen             | 33 | 15 | 9  | 9  | 52 | 39 | +13 | 54 | UEFA Európa Konferencia Liga, 2. selejtezőkör |
| 4.    | Puskás Akadémia      | 33 | 14 | 11 | 8  | 48 | 42 | +6  | 53 |                                               |
| 5.    | Paks                 | 33 | 14 | 7  | 12 | 57 | 57 | 0   | 49 |                                               |
| 6.    | Kisvárda Master Good | 33 | 10 | 13 | 10 | 43 | 49 | −6  | 43 |                                               |
| 7.    | Mezőkövesd           | 33 | 11 | 9  | 13 | 40 | 43 | −3  | 42 |                                               |
| 8.    | Újpest               | 33 | 11 | 8  | 14 | 42 | 55 | −13 | 41 |                                               |
| 9.    | Zalaegerszeg KGY     | 33 | 10 | 9  | 14 | 37 | 43 | −6  | 39 | UEFA Európa Konferencia Liga, 2. selejtezőkör |
| 10.   | MOL Fehérvár         | 33 | 8  | 11 | 14 | 38 | 43 | −5  | 35 |                                               |
| 11.   | Budapest Honvéd      | 33 | 8  | 9  | 16 | 34 | 51 | −17 | 33 | NB II                                         |
| 12.   | Vasas Ú              | 33 | 4  | 14 | 15 | 29 | 43 | −14 | 26 | NB II                                         |

### Mérkőzések
| 2022. július 29. 20:00 1. forduló |

| Budapest Honvéd FC | 0-1               | Zalaegerszegi TE FC |
| ------------------ | ----------------- | ------------------- |
|                    | (0-0) Jegyzőkönyv | Meshack 47'         |

| Bozsik Aréna, Budapest Nézőszám: 4084 Játékvezető: Bogár Gergő |

- Honvéd: Szappanos – Jónsson, Szabó A. ( Traoré 88'), Prenga, Lovric, Tamás K. – Mitrovic ( Plakushchenko 66'), Zsótér, Bocskay – Lukic ( Kocsis 74'), Ennin. Vezetőedző: Tam Courts
- Zalaegerszeg: Demjén – Gergényi, Mocsi, Kálnoki-Kis, Bedi – Sankovic, Tajti – Ubochioma, Szalay Sz. ( Mim 64'), Májer ( Huszti 57') – Németh D. ( Manzinga 46'). Vezetőedző: Ricardo Moniz

| 2022. augusztus 7. 20:00 2. forduló |

| MOL Fehérvár FC                                | 4-0               | Budapest Honvéd FC |
| ---------------------------------------------- | ----------------- | ------------------ |
| Dárdai 30' Kodro 34' Funsho 72' Zivzivadze 83' | (2-0) Jegyzőkönyv |                    |

| MOL Aréna Sóstó, Székesfehérvár Nézőszám: 3517 Játékvezető: Vad II. István |

- Fehérvár: Kovács D. - Nego, Fiola, Stopira, Sabanov, Heister - Rúben Pinto ( Makarenko 61'), Bumba ( Pokorny 70') - Petrjak ( Funsho 70'), Kodro ( Zivzivadze 70'), Dárdai P. ( Babos 86'). Vezetőedző: Michael Boris
- Honvéd: Szappanos - Jónsson ( Doka 43'), Prenga, Cirkovic ( Kocsis 61'), Lovric, Tamás - Mitrovic ( Lukic 46'), Bocskay, Plakuscsenko, Zsótér - Ennin ( Traoré 75'). Vezetőedző: Tam Courts

| 2022. augusztus 14. 20:00 3. forduló |

| Budapest Honvéd FC                          | 3-3               | Paksi FC               |
| ------------------------------------------- | ----------------- | ---------------------- |
| Lukic 14' 20' Kerezsi 73' Plakushchenko 75′ | (2-0) Jegyzőkönyv | Varga B. 54' 57' 90+6' |

| Bozsik Aréna, Budapest Nézőszám: 2545 Játékvezető: Karakó Ferenc |

- Honvéd: Szappanos - Szabó A., Prenga, Gomis ( Bocskay 60') - Kocsis ( Jonsson 67',  Mitrovic 78'), Plakuscsenko, Cirkovic, Zsótér, Tamás - Lukic ( Kerezsi 67'), Ennin ( Traoré 78'). Vezetőedző: Tam Courts
- Paks: Rácz - Vas ( Sajbán 46'), Lenzsér, Kádár, Szabó J. - Balogh, Windecker - Bőle ( Osváth 47'), Haraszti ( Böde 80'), Szabó B. ( Nagy 76') - Varga. Vezetőedző: Waltner Róbert

| 2022. augusztus 21. 20:00 4. forduló |

| Vasas FC | 1-2               | Budapest Honvéd FC  |
| -------- | ----------------- | ------------------- |
| Hidi 11' | (1-1) Jegyzőkönyv | Ennin 33' Lukić 65' |

| Illovszky Rudolf Stadion, Budapest Nézőszám: 2966 Játékvezető: Bognár Tamás |

- Vasas: Dombó - Hinora ( Szalai 83'), Szivacski, Hidi P., Otigba, Silye - Szilágyi ( Hidi M. 72'), Berecz, Márkvárt ( Géresi 72'), Radó ( Ihrig-Farkas 56') - Holender ( Cipf 72'). Vezetőedző: Kuttor Attila
- Honvéd: Szappanos - Szabó A. ( Doka 52'), Prenga, Cirkovic, Tamás - Bocskay, Gomis ( Mitrovic 82'), Zsótér - Kocsis ( Jonsson 52'), Lukic ( Traoré 89'), Ennin. Vezetőedző: Tam Courts

| 2022. augusztus 28. 17:30 5. forduló |

| Ferencvárosi TC                  | 3-1               | Budapest Honvéd FC |
| -------------------------------- | ----------------- | ------------------ |
| A. Traoré 41' 51' 54' Vécsei 70′ | (1-0) Jegyzőkönyv | Prenga 90+7'       |

| Groupama Aréna, Budapest Nézőszám: 10213 Játékvezető: Pintér Csaba |

- Ferencváros: Bogdán - Botka, Kovacevic, Knoester, Civic - Besic ( Laidouni 46'), Vécsei - A. Traore ( Zachariassen 58'), Mercier ( Esiti 66'), Marquinhos ( Tokmac 66') - Boli ( Auzqui 77'). Vezetőedző: Sztanyiszlav Csercseszov
- Honvéd: Szappanos - Doka, Prenga, Cirkovic, Tamás K. - Bocskay, Gomis ( Kerezsi 55') - Kocsis D. ( Jonsson 55'), Zsótér ( Puhtejev 82'), Ennin ( Mitrovic 72') - Lukic ( Plakuscsenko 55'). Vezetőedző: Tam Courts

| 2022. szeptember 1. 19:00 6. forduló |

| Budapest Honvéd FC | 0-0               | Újpest FC |
| ------------------ | ----------------- | --------- |
|                    | (0-0) Jegyzőkönyv |           |

| Bozsik Aréna, Budapest Nézőszám: 4085 Játékvezető: Berke Balázs |

- Honvéd: Szappanos - Doka, Prenga, Cirkovic, Tamás K. - Bocskay, Mitrovic ( Jonsson 55'), Gomis - Ennin ( Samperio 66'), Lukic, Kocsis ( Zsótér 55'). Vezetőedző: Tam Courts
- Újpest: Banai - Pauljevic, Csongvai, Diaby, Kuusk, Antonov - Kastrati, Onovo, Ljujic ( Boumal 73') - Tallo ( Bjelos 90+6'), Gouré ( Katona 73'). Vezetőedző: Milos Kruscsics